# Sven Ulreich
Sven Ulreich (Schorndorf, 3 agosto 1988) è un calciatore tedesco, portiere del Bayern Monaco.

## Biografia
È sposato con Lisa Ulreich dal 2014. Il 1° agosto 2025, Sven e la moglie annunciano che il figlio Len è prematuramente scomparso a soli 6 anni a causa di una gravissima malattia.

## Carriera

### Club

#### Giovanili
Ulreich ha iniziato a cinque anni con il TSV Lichtenwald, nel comune di Lichtenwald nel circondario di Esslingen. Nel 1998 è arrivato nel settore giovanile dello Stoccarda.
Nel 2005 ha vinto il campionato tedesco A-Junior. Ha fatto il suo debutto il 3 marzo 2007 per la seconda squadra dello Stoccarda nel pareggio a reti inviolate della Regionalliga Süd in casa contro lo SV Wehen Wiesbaden. Ha militato nella formazione B della squadra fino alla stagione 2007-08.

#### Stoccarda
Nel gennaio 2008 ha fatto il suo debutto nella prima squadra dello Stoccarda. Il 9 febbraio 2008 ha esordito in Bundesliga, perdendo 3-2 contro l'Hertha Berlino.
Con la stagione 2010-11 Ulreich diviene il portiere titolare della formazione biancorossa, posizione che deterrà per i successivi cinque anni.

#### Bayern Monaco

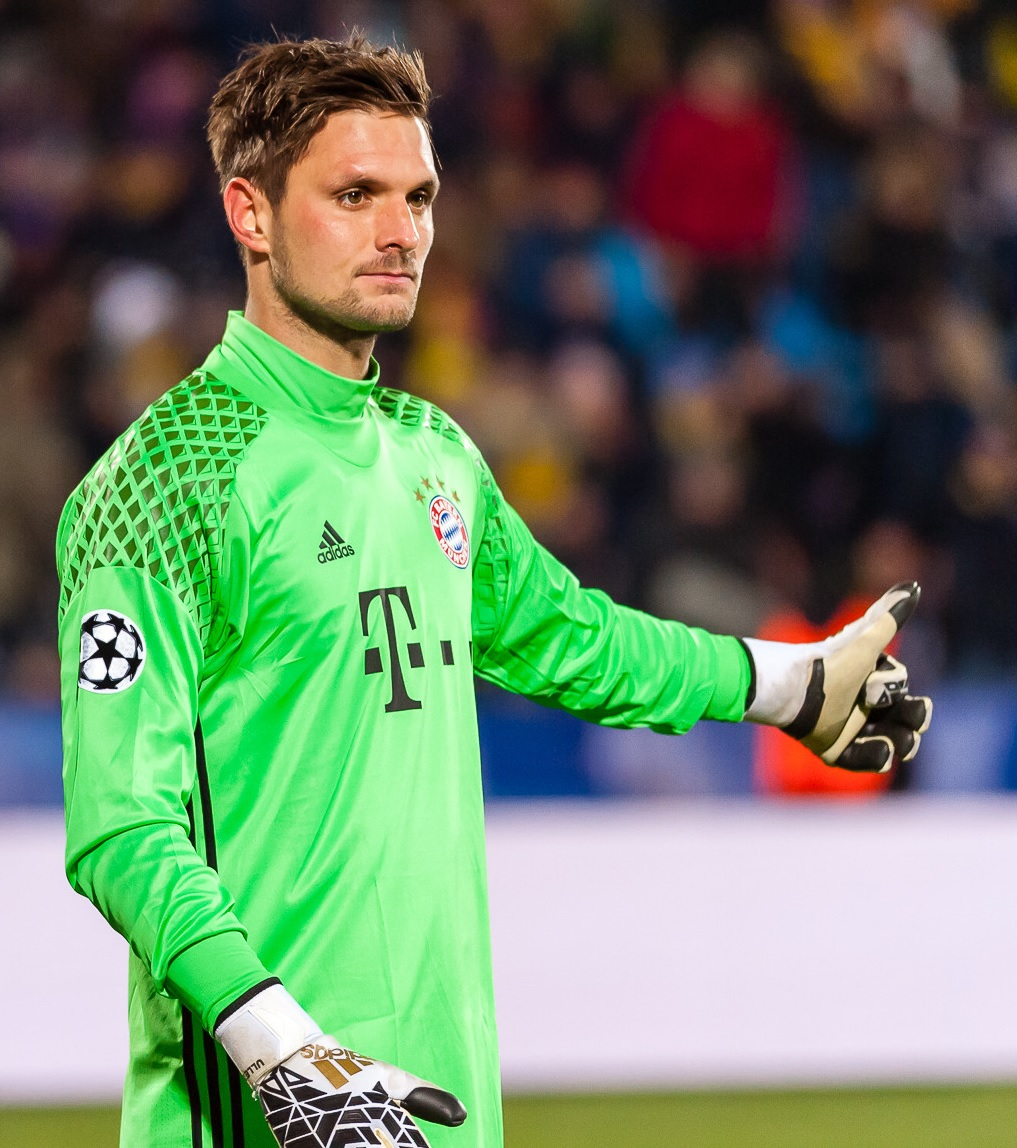
Ulreich nel 2016 con il Bayern Monaco

All'inizio della stagione 2015-16 Ulreich si trasferisce al Bayern Monaco, siglando un contratto fino al 2018 e ricoprendo il ruolo di riserva di Manuel Neuer. La sua prima stagione con il club bavarese si chiuderà con solo tre presenze, mentre nella seconda saranno sette.
La stagione 2017-18 vede il portiere ricoprire il ruolo di titolare, a seguito di un lungo infortunio incorso a Neuer. Dopo aver iniziato la stagione con la vittoria in Supercoppa di Germania, Ulreich si riconfermerà fra i pali della squadra dominatrice del campionato, ricoprendo un ruolo determinante nella conquista del sesto titolo nazionale di fila del team biancorosso. L'annata del portiere è tuttavia macchiata dal clamoroso errore che di fatto sancisce l'eliminazione del Bayern dalla Champions League per mano del Real Madrid.
Nella stagione 2019-2020, vince la sua prima UEFA Champions League e la sua prima Supercoppa UEFA.

#### Amburgo e ritorno al Bayern Monaco
Il 3 ottobre 2020, pochi giorni prima della chiusura del calciomercato, firma un contratto di tre anni con l'Amburgo. Sotto la guida di Daniel Thioune diventa titolare, prendendo il posto di Daniel Heuer Fernandes. Il 4 giugno 2021, dopo una sola stagione in cui collezione 32 presenze in Zweite Liga, rescinde il contratto con due anni di anticipo.
Il 27 giugno viene tesserato dal Bayern Monaco, facendo così ritorno nel club bavarese.

### Nazionale
Ulreich ha fatto parte delle selezioni giovanili tedesche, in particolare delle squadre Under 19 e Under 21.

## Statistiche

### Presenze e reti nei club
Statistiche aggiornate al 5 ottobre 2024.
| Stagione             | Squadra              | Campionato           | Campionato | Campionato | Coppe nazionali | Coppe nazionali | Coppe nazionali | Coppe europee | Coppe europee | Coppe europee | Altre coppe | Altre coppe | Altre coppe | Totale | Totale |
| Stagione             | Squadra              | Comp                 | Pres       | Reti       | Comp            | Pres            | Reti            | Comp          | Pres          | Reti          | Comp        | Pres        | Reti        | Pres   | Reti   |
| -------------------- | -------------------- | -------------------- | ---------- | ---------- | --------------- | --------------- | --------------- | ------------- | ------------- | ------------- | ----------- | ----------- | ----------- | ------ | ------ |
| 2006-2007            | Stoccarda II         | RLS                  | 10         | -10        | -               | -               | -               | -             | -             | -             | -           | -           | -           | 10     | -10    |
| 2007-2008            | Stoccarda II         | RLS                  | 19         | -13        | -               | -               | -               | -             | -             | -             | -           | -           | -           | 19     | -13    |
| 2008-2009            | Stoccarda II         | 3.BL                 | 36         | -47        | -               | -               | -               | -             | -             | -             | -           | -           | -           | 36     | -47    |
| 2009-2010            | Stoccarda II         | 3.BL                 | 8          | -11        | -               | -               | -               | -             | -             | -             | -           | -           | -           | 8      | -11    |
| Totale Stoccarda II  | Totale Stoccarda II  | Totale Stoccarda II  | 73         | -81        |                 | -               | -               |               | -             | -             |             | -           | -           | 73     | -81    |
| 2007-2008            | Stoccarda            | BL                   | 11         | -16        | CG              | 1               | -2              |               | -             | -             | -           | -           | -           | 12     | -18    |
| 2008-2009            | Stoccarda            | BL                   | 0          | 0          | CG              | 0               | 0               | -             | -             | -             | -           | -           | -           | 0      | 0      |
| 2009-2010            | Stoccarda            | BL                   | 4          | -3         | CG              | 1               | -1              | -             | -             | -             | -           | -           | -           | 5      | -4     |
| 2010-2011            | Stoccarda            | BL                   | 34         | -59        | CG              | 3               | -8              | UEL           | 11            | -11           | -           | -           | -           | 48     | -78    |
| 2011-2012            | Stoccarda            | BL                   | 34         | -46        | CG              | 4               | -4              | -             | -             | -             | -           | -           | -           | 38     | -50    |
| 2012-2013            | Stoccarda            | BL                   | 34         | -55        | CG              | 6               | -5              | UEL           | 12            | -13           |             | -           | -           | 52     | -73    |
| 2013-2014            | Stoccarda            | BL                   | 31         | -58        | CG              | 1               | 0               | UEL           | 4             | -5            | -           | -           | -           | 36     | -63    |
| 2014-2015            | Stoccarda            | BL                   | 28         | -44        | CG              | 1               | -2              | -             | -             | -             | -           | -           | -           | 29     | -46    |
| Totale Stoccarda     | Totale Stoccarda     | Totale Stoccarda     | 176        | -281       |                 | 17              | -22             |               | 27            | -29           |             | -           | -           | 220    | -332   |
| 2015-2016            | Bayern Monaco        | BL                   | 1          | -1         | CG              | 1               | -1              | UCL           | 1             | 0             | SG          | 0           | 0           | 3      | -2     |
| 2016-2017            | Bayern Monaco        | BL                   | 5          | -4         | CG              | 1               | -3              | UCL           | 1             | -3            | SG          | 0           | 0           | 7      | -10    |
| 2017-2018            | Bayern Monaco        | BL                   | 29         | -26        | CG              | 6               | -7              | UCL           | 11            | -12           | SG          | 1           | -2          | 47     | -47    |
| 2018-2019            | Bayern Monaco        | BL                   | 9          | -9         | CG              | 3               | -8              | UCL           | 0             | 0             | SG          | 0           | 0           | 12     | -17    |
| 2019-2020            | Bayern Monaco        | BL                   | 1          | -1         | CG              | 0               | 0               | UCL           | 0             | 0             | SG          | 0           | 0           | 1      | -1     |
| ago.-set. 2020       | Bayern Monaco        | BL                   | 0          | 0          | CG              | 0               | 0               | UCL           | 0             | 0             | SG+SU       | 0+0         | 0           | 0      | 0      |
| set. 2020-2021       | Amburgo              | 2.BL                 | 32         | -40        | CG              | 0               | 0               | -             | -             | -             | -           | -           | -           | 32     | -40    |
| 2021-2022            | Bayern Monaco        | BL                   | 5          | -8         | CG              | 1               | 0               | UCL           | 1             | -1            | SG          | 0           | 0           | 7      | -9     |
| 2022-2023            | Bayern Monaco        | BL                   | 3          | -2         | CG              | 2               | -2              | UCL           | 3             | -2            | SG          | 0           | 0           | 8      | -6     |
| 2023-2024            | Bayern Monaco        | BL                   | 11         | -12        | CG              | 0               | 0               | UCL           | 3             | -5            | SG          | 1           | -3          | 15     | -20    |
| 2024-2025            | Bayern Monaco        | BL                   | 1          | 0          | CG              | 0               | 0               | UCL           | 1             | -2            | Cmc         | -           | -           | 2      | -2     |
| Totale Bayern Monaco | Totale Bayern Monaco | Totale Bayern Monaco | 57         | -56        |                 | 14              | -21             |               | 21            | -25           |             | 2           | -5          | 94     | -103   |
| Totale carriera      | Totale carriera      | Totale carriera      | 338        | -458       |                 | 31              | -43             |               | 48            | -54           |             | 2           | -5          | 415    | -560   |

## Palmarès

### Club

#### Competizioni nazionali
- Campionato tedesco: 8

Bayern Monaco: 2015-2016, 2016-2017, 2017-2018, 2018-2019, 2019-2020, 2021-2022, 2022-2023, 2024-2025
- Coppa di Germania: 3

Bayern Monaco: 2015-2016, 2018-2019, 2019-2020
- Supercoppa di Germania: 7

Bayern Monaco: 2016, 2017, 2018, 2020, 2021, 2022, 2025

#### Competizioni internazionali
- UEFA Champions League: 1

Bayern Monaco: 2019-2020
- Supercoppa UEFA: 1

Bayern Monaco: 2020